# セイタカベンケイ

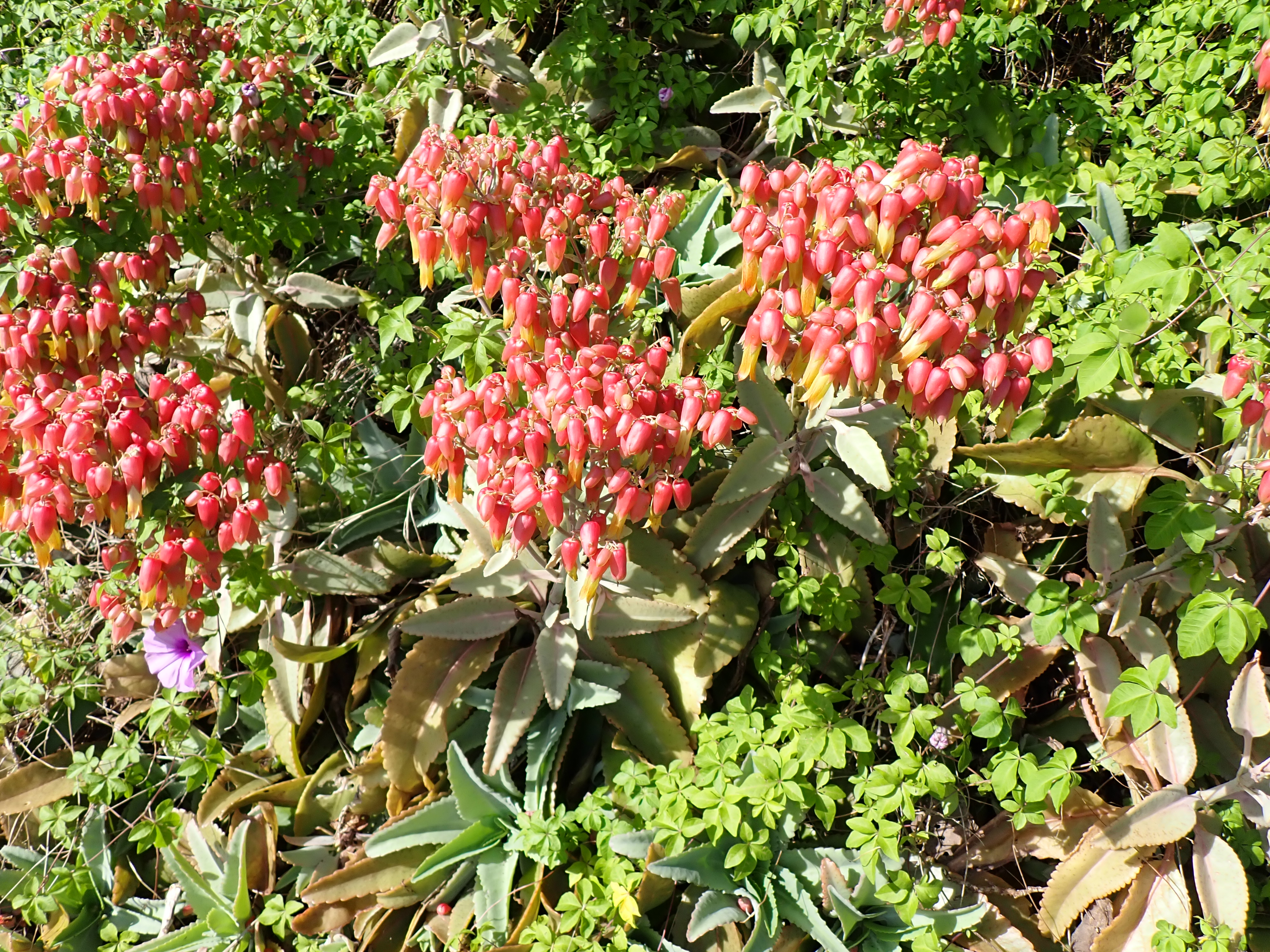
植栽（2025年1月 沖縄県石垣市）

セイタカベンケイ（背高弁慶、学名：Kalanchoe suarezensis）はベンケイソウ科リュウキュウベンケイ属（カランコエ属）の多年生草本。
種小名はマダガスカル北端の都市アンツィラナナの旧名（ディエゴ・スアレス）にちなむとされる。以前の図鑑では学名Kalanchoe tsarananensisとされていた。

## 特徴
高さ40–60 cm。葉は長さ10–25 cmで三角形、青白く（灰緑色ともされる）かなり肉厚で鋸歯縁。葉柄が広くなることが多い。葉先近くから不定芽が出る。萼は赤く花冠は黄～橙色、下向きに咲く。開花期は春。

## 原産地
マダガスカル原産。

## 利用
庭植えや鉢植えで観賞用に多く植栽される。